# Міжпланетна транспортна система

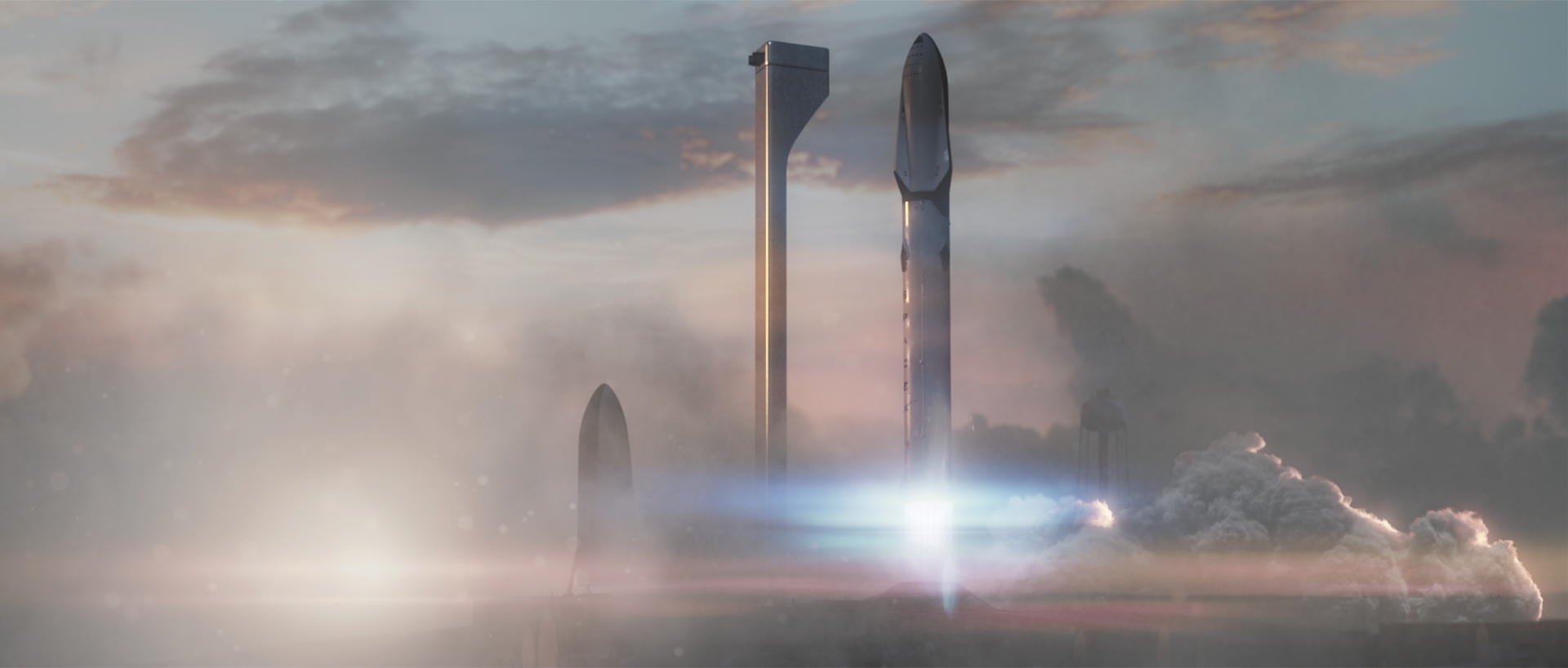
Художнє уявлення Міжпланетної транспортної системи, яка вирушає на Марс

Міжпланетна транспортна система (англ. The Interplanetary Transport System (ITS), — раніш відома як Mars Colonial Transporter (MCT), проєкт приватної компанії SpaceX з будівництва космічної системи з багаторазовими двигунами, ракето-носіями і космічними капсулами для транспортування людини до Марса і повернення на Землю.
SpaceX розпочала розробку ракетного двигуна Raptor для Mars Colonial Transporter ще до 2014 року. На червень 2016 року були анонсовані плани компанії щодо першого польоту ITS з вантажем не раніше 2022 року, а перший запуск із пасажирами до Марса у 2024 році, вони будуть здійснені після підготовчих дослідницьких запусків на Марс у 2018 і 2020 роках, польоти здійснюватимуться на космічному кораблі Dragon 2 ракетою-носієм Falcon Heavy.
Ілон Маск розповів про деталі проєкту 27 вересня 2016 року на 67-му Міжнародному конгресі з астронавтики. Ракета-носій матиме діаметр 12 м, діаметр космічного корабля складатиме 17 м, стартова висота ракети — 122 м. Паливо, яке буде використовуватись для 42 двигунів Raptor і для 9 двигунів на космічному кораблі — рідкий метан.

## Історія
У 2007 році Ілон Маск заявив про персональну ціль: зробити можливим дослідження Марса людиною і створити поселення на Марсі, хоча його інтерес до Марса бере початок ще у 2001 році. Небагато інформації щодо архітектури місії було оприлюднено у 2011—2015 році, включаючи заяву у 2014 році, що колоністи прибудуть на Марс не раніше середини 2020-х. Плани компанії на середину 2016 року — висадка перших людей на Марсі не раніше 2025 року. У 2011 Маск зробив заяву: він сподівається відправити людину на поверхню Марса в найближчі 10—20 років. Наприкінці 2012 року він заявив, що колонія на Марсі з декількома десятками тисяч колоністів буде заснована не раніше середини 2020-х років.
У жовтні 2012 року Маск вперше оголосив цілісний план з будівництва другої багаторазової ракетної системи з характеристиками, які перевищують характеристики ракет-носіїв Falcon 9/Falcon Heavy, на які SpaceX витратила кілька мільярдів доларів. Нова ракета-носій буде «еволюцією ракети Falcon 9… значно більшою ніж Falcon 9» .Проте Маск зазначив, що компанія не надасть інформації щодо неї до 2013 року. У червні 2013 року Маск зазначив, що він не оголошуватиме ніякої первинної інформації до регулярних запусків Mars Colonial Transporter.
У серпні 2014 року мас-медіа повідомили, що перший тестовий політ ракети-носія з двигунами Raptor може відбутись у 2020 році, щоб повністю протестувати двигуни в умовах орбітального космічного польоту. Однак будь-які спроби колонізації були відкладені у далеке майбутнє. У січні 2015 року Маск вказував, що він сподівається оприлюднити деталі «абсолютно нової архітектури» для марсіанської транспортної системи наприкінці 2015 року, проте ці плани були змінені, по закінченні року, план оприлюднення цієї інформації був зсунутий на 2016 рік. Маск заявив у червні 2016 року, що перший непілотований політ MCT планується здійснити у 2022 році, а перший пілотований — 2024 року. Плани компанії на середину 2016 року — прибуття перших астронавтів на Марс не раніше 2025 року. У середині вересня 2016 року Маск зазначив, що назва Mars Colonial Transporter буде змінена у зв'язку зі здатністю системи здійснювати польоти за межі орбіти Марса. Нова назва системи — Interplanetary Transport System (ITS).

## Опис

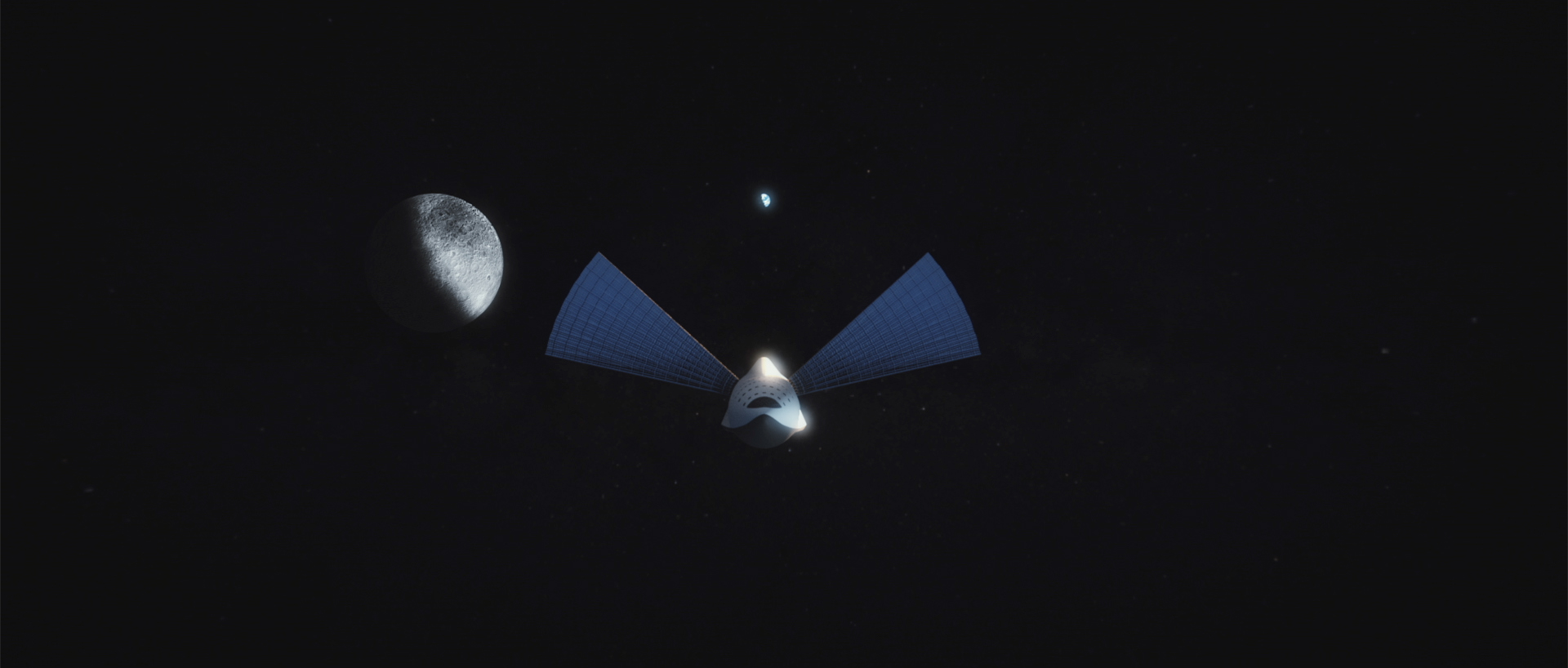
Міжпланетний космічний корабель

Міжпланетна транспортна система складається з комбінації кількох елементів, які є ключовими для довготривалих місій за орбітою Землі. Такі космічні польоти можливі за рахунок зниження витрат на кілька порядків, на тонну вантажу, який буде доставлений на Марс. Ключові особливості системи:
- Нова багаторазова ракета-носій, яка складається з багаторазового прискорювача — Міжпланетного прискорювача — і багаторазового інтегрованого другого ступеня з космічним кораблем, який матиме дві версії: великий довготривалий міжпланетний корабель сумісний зі здатністю транспортування пасажирів або вантажу міжпланетного призначення, і орбітальний заправник ITS[6][21]. Комбінація другого ступеня ракети-носія з міжпланетним космічним кораблем незвичайна для будь-якої відомої космічної місії, її рідко можна побачити у попередніх космічних місіях.
- Дозаправлення ракетним паливом на орбіті, робить доступним довготривалі польоти. Ракета-носій витратить майже все пальне для виведення ракети на навколоземну орбіту, а після заправки на орбіті нашої планети заправник забезпечить необхідною кількістю палива, щоб направити космічний апарат на міжпланетну траєкторію.
- Вироблення палива на поверхні Марса: дозволить реалізувати повернення міжпланетного космічного корабля на Землю, використання багаторазовості корабля для зменшення витрат на запуск і транспортування вантажів і пасажирів у пункти призначення.
- Вибір правильного пального: Метан/Кисень — вважаються кращими ніж інші види палива в цьому випадку, головним чином через легкість виробництва на Марсі і більш низьку вартість ракетного палива на Землі[11].

### Надважка ракета-носій

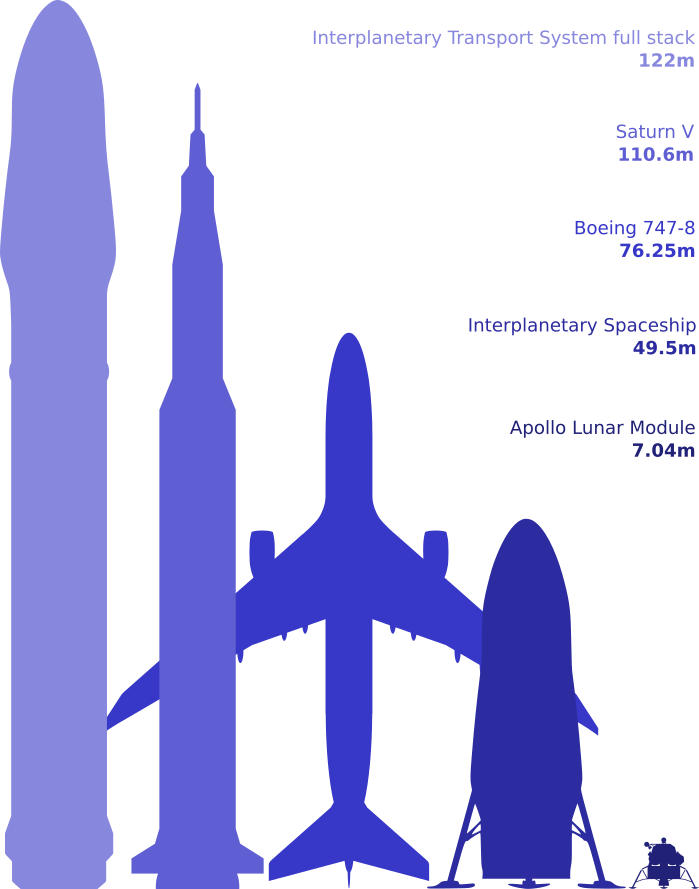
Порівняння ITS launch vehicle, ракети-носія Сатурн V, пасажирського літака Boeing 747-8, Міжпланетного космічного корабля відділеного від першого ступеня і місячного модуля «Аполло».

Порівняння ITS launch vehicle, Системи космічних запусків; Біг-Бену, Falcon Heavy і людини (180 см).

Надважка ракета-носій для Міжпланетної транспортної системи зможе піднімати 450 тонн вантажу на орбіту Марса (з дозаправленням паливом на орбіті) або нести 380 тонн пального на ННО як заправник ITS. На 25 серпня ракета формально ще не отримала назву, також Маск згадав у своєму Twitter назву «Millennium».
До цього часу, ракета-носій була відома формально як BFR («Big Falcon Rocket»), назва дана Ілоном Маском з посиланням на BFG9000 з відеогри Doom 1993 року. У вересневому анонсі 2016 року, Маск назвав елементи Міжпланетної транспортної системи: Міжпланетний прискорювач, Міжпланетний корабель і Заправник.
Ракета-носій ITS матиме ракетні двигуни Raptor на обох ступенях і використовуватиме рідкий метан і рідкий кисень як пальне на обох ступенях. Баки пального перебуватимуть під тиском, тому немає необхідності використовувати гелій для створення тиску.
Ракета-носій буде багаторазовою, такою самою, як і Falcon 9 і Falcon Heavy.
У всіх запусках міжпланетної транспортної системи для довготривалих місій (заправник або космічний коребель) також виконуватиме роль другого ступеня, що є незвичайним для ракет-носіїв.

### Міжпланетний космічний корабель

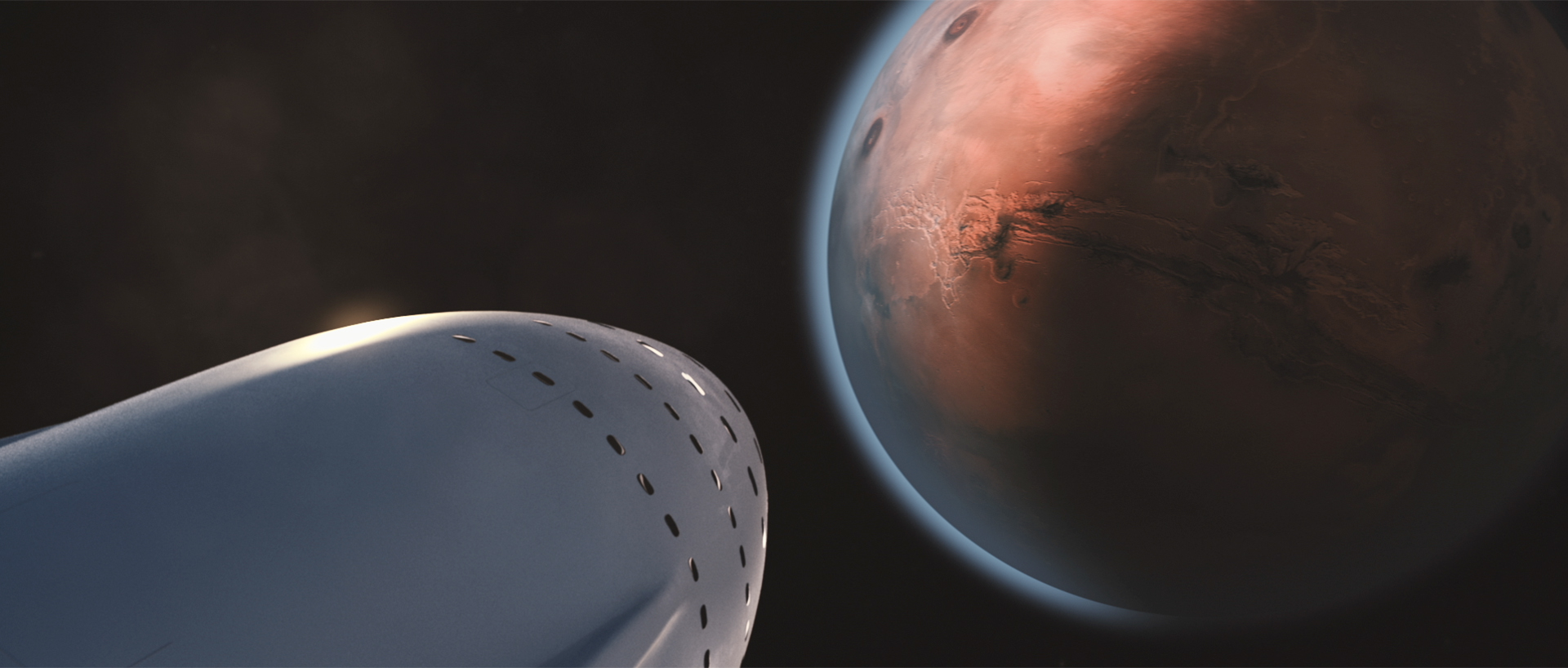
Прибуття на Марс

Міжпланетний космічний корабель має конструкцію з вуглецевого волокна і дев'ять ракетних двигунів Raptor, які працюють на рідкому метані/рідкому кисні. Має довжину — 49,5 м, діаметр від 12 до 17 м у найширшій точці, має здатність виводити 450 тонн вантажу або пасажирів за одну подорож до Марса з дозаправленням на орбіті Землі перед подорожжю. Перші польоти доставлять більшість вантажу і кілька людей.
Космічний корабель мав назву, надану йому Маском — BFS, це посилання на перший ступінь.
На вересень 2016 року немає назв для перших космічний місій. Маск зазначав, що перші кораблі можуть мати назву «Золоте серце» з посиланням на новелу Путівник Галактикою.
Вантажна місткість космічного корабля з ННО до Марса зі швидкістю 6 км/с і повними баками пального — 450 тонн на орбіту Марса або 300 тонн для приземлення на поверхню. Час подорожі від Землі до Марса — 80—150 днів залежно від умов розташування планет в період 2020—2037 роки.
Космічний корабель проєктується з урахуванням входження у атмосферу Марса зі швидкістю 8,5 км/с, три двигуни Raptor, розташовані у центрі забезпечать остаточне уповільнення і посадку. Матеріал теплового захисного щита корабля виготовлятиметься компанією SpaceX, назва технології — PICA-X. В космічному кораблі буде використовуватись 3 покоління PICA-X. Очікуються навантаження під час приземлення — 4—6 g.
Космічний корабель може використовувати внутрішній прошарок для захисту пасажирів від космічного випромінювання, також він може мати вміст кисню у кабіні у два рази вищий, ніж у атмосфери Землі.
Згідно з доповіддю Маска, космічний корабель буде першим ефективним модулем для життя людини на Марсі.

### Заправник МТС

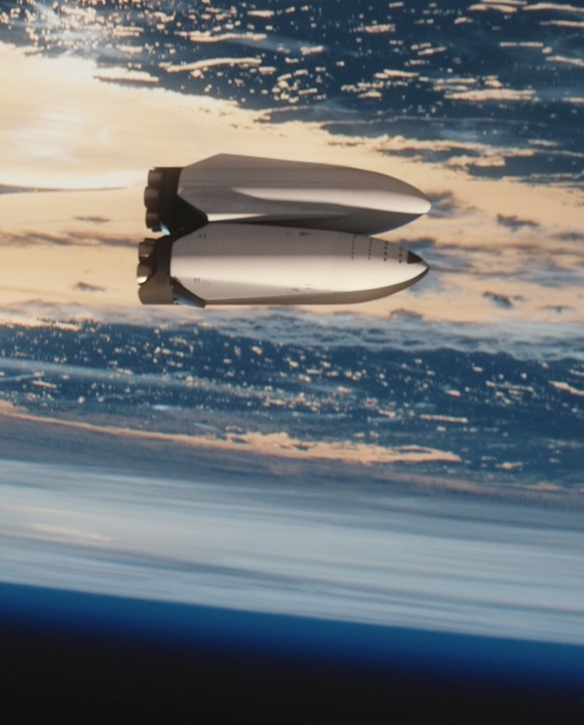
Заправник ITS (зверху) під час передачі палива до Міжпланетного космічного корабля (знизу) на орбіті Землі.

Ключовий елемент майбутньої системи — заправник ITS. Так само як і космічний корабель, заправник встановлюватиметься як другий ступінь ракети-носія ITS під час запуску з Землі. Заправник розробляється виключно для запусків на короткий термін роботи для передачі пального до космічного корабля з власних баків. Перебуваючи на орбіті, заправник може передати максимум 380 тонн пального — рідкого метану і рідкого кисню. Для повної заправки міжпланетного космічного корабля для подорожі до Марса, очікується, що потрібно буде 5 заправників (близько 1900 тонн пального).
Заправник має такі самі характеристики, як і Міжпланетний космічний корабель: довжину — 49,5 м, діаметр від 12 до 17 м у найширшій точці. Він матиме шість оптимізованих для умов вакууму ракетних двигунів Raptor, які дають тягу у 3 МН, заправник матиме також три маневрові двигуни. Після заправлення корабля на орбіті Землі, багаторазовий заправник повернеться на Землю, здійснить приземлення і буде підготовлений для наступного польоту. Заправник може також використовуватись для місій з доставки вантажу.

### Марсіанський завод ракетного палива
Ключовим елементом системи Маска є радикальне зменшення вартості космічного польоту під час міжпланетних перельотів шляхом розміщення і запуску заводу на Марсі. Він повинен виробляти і зберігати компоненти ракетного палива, необхідні для запусків і польотів міжпланетних космічних кораблів до Землі, або заправлення цим паливом для місій у зовнішню Сонячну систему. У сукупності: заправник, повністю багаторазова ракета-носій і космічний корабель становлять три компоненти необххідні для зниження витрат у кілька разів, це потрібно для можливості колонізації Марса.
Перший міжпланетний корабель до Марса буде мати на борту невеличкий паливний завод. Завод розширюватиметься з наступними польотами і матиме у більшості випадків автономне виробництво.
Завод з виробництва ракетного пального використовуватиме великі запаси вуглекислого газу і водних ресурсів на Марсі, видобуватиме воду (H2O) з підповерхневого ґрунту і збиратиме CO2 з атмосфери. Хімічний завод буде переробляти ці елементи за допомогою електролізу і процесу Сабатьє для отримання кисню (O2) і метану (CH4), потім метан і кисень будуть зріджені для полегшення довготривалого зберігання і кінцевого використання.

### Стартові майданчики
Початковий план передбачає будівництво стартового/посадкового комплексу в рамках стартового комплексу, який використовується на сьогодні LC-39A у Космічному центрі імені Кеннеді, на мисі Канаверал. Надалі може знадобитися будівництво і інших комплексів.

## Варіанти місії

### Створення колонії на Марсі
SpaceX концентрує свої ресурси на транспортній частині проєкту ITS, а також на паливному заводі на Марсі, який повинен виробляти ракетне паливо для польотів — рідкий метан і рідкий кисень. Якщо він буде побудований і заплановані цілі будуть досягнуті, вартість транспортування вантажів і людей до космосу і міжпланетна подорож буде зменшена у кілька разів. Ілон Маск зазначає, що його компанія має набагато більші довготривалі міжпланетні цілі щодо створення поселень, вони отримають переваги зі зменшенням вартості польоту, що дозволить залучити інші джерела інвестицій — компанії, приватні вкладення або державні кошти для будування поселень протягом багатьох десятиліть.
Маск бачить дуже великий показник зацікавленості у створенні постійної колонії на Марсі, це припущення і його подальший розвиток виходить далеко за межі того, на що може вплинути компанія чи він сам. Зростання систематичної зацікавленості протягом десятиліть не може бути прораховане до дрібниць. Маск бачить більш дешевий спосіб транспортування вантажів та людини, інфраструктури.

Спочатку марсіанська колонія складатиметься з менше ніж десяти колоністів. З часом, Маск сподівається ця колонія буде збільшуватись і може досягти 1 млн колоністів. За словами Маска:
Навіть на мільйон чоловік необхідна величезна кількість ресурсів, тому що вам потрібно буде відтворити всю виробничу базу на Марсі. Необхідно буде добувати і переробляти всі ці матеріали в набагато складнішому середовищі, ніж Земля. На Марсі не буде ані дерев, ані кисню і азоту, які є тут. Не буде нафти.
Якщо за один політ корабель зможе перевезти — 100 чоловік, щоб перевезти мільйон — необхідно — 10 000 польотів. Але на кожну людину потрібно багато вантажу, для життєзабезпечення. Насправді, співвідношення вантаж-людина буде дуже високим. Ймовірно, для 1 людини необхідно буде здійснити 10 польотів з вантажем, тому знадобиться 100 000 польотів. І мова йде про політ гігантського космічного корабля.
Маск очікує, що подорож триватиме від 80 до 150 днів, середній показник — 115 днів (для дев'яти синодичних періодів між 2020 і 2037 роками). У 2012 році Маск зазначав, що вартість такої подорожі має становити $500 000, але у 2016 році він повідомив, що вартість може скласти $200 000.
Ще до того, як люди будуть транспортовані до Марса, на майбутнє місце посадки і створення колонії будуть доставлені вантажі — необхідне обладнання, житлові модулі і ресурси для життєзабезпечення колоністів.
Обладнання складатиметься з машин, які будуть виробляти добрива, метан та кисень з атмосферного азоту та вуглекислого газу та з підповерхневого марсіанського льоду, а також будівельні матеріали для створення прозорих куполів для вирощування рослин.
«Вашингтон пост» зазначає, що уряд США не має коштів для колонізації Марса. Таким чином, приватний сектор матиме сприятливі умови для перегляду можливості інвестицій у цей проєкт. Маск готовий вкласти гроші у проєкт, проте цього буде не достатньо для створення колонії на Марсі.

### Місії до зовнішніх планет

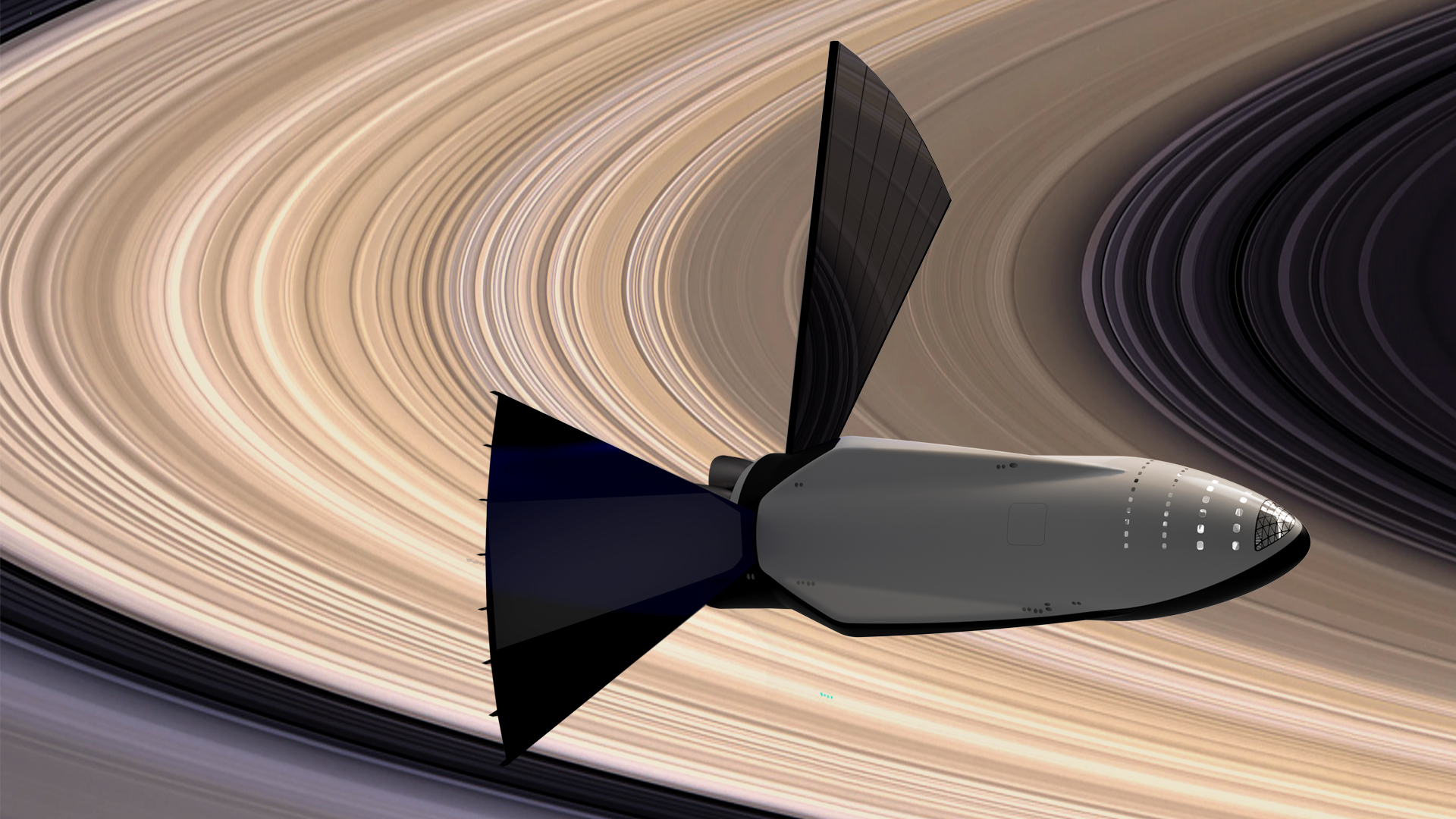
Міжпланетний космічний корабель в уяві художника на фоні Сатурна.

Під час презентації Міжпланетної транспортної системи Ілоном Маском 27 вересня 2016 року було заявлено, що концепт передбачає здійснення місій до зовнішніх планет — місяців Енцелада, Європи, об'єктів поясу Койпера. А паливний склад на Плутоні міг би стати базою для здійснення місій навіть до Хмари Оорта. Подорожі до зовнішніх планет потребують дозаправки на Марсі, або на об'єктах зовнішньої частини Сонячної системи.

## Кошти
Розробка і виробництво більшої частини космічної транспортної техніки фінансувалось до теперішнього часу (2016 року), компанією SpaceX. Проєкт можливий за умов багатогранного підходу з фокусуванням на скорочення витрат кожного запуску.
На 2016 рік компанія витратила кілька десятків мільйонів доларів на розробку концепту марсіанської транспортної системи, що становить близько 5 % від загальних витрат компанії, проте очікується витрачати близько $300 млн на рік до 2018 року. Загальна вартість першого запуску на Марс очікується близько $10 млрд і SpaceX планує витратити на розробку значно більше.
Повне виконання плану з колонізації Марса потребує коштів, які будуть залучені з приватних і суспільних фондів, зазначив Маск у вересні 2016 року. Швидкість комерційного доступу до транспортування до Марса, як вантажів так і людей, буде залежати, значною мірою, від ринкового попиту, а також розвитку технологій і засобів розробки.
Ілон Маск зазначив, що на даний час не отримав від НАСА контрактів на системи міжпланетної транспортної системи. Він також відмітив, що якщо такі контракти будуть — це буде добре для розвитку проєкту.

### Прогнози вартості виготовлення
У вересні 2016 року Маск представив прогнози вартості виготовлення системи, враховуючи ряд припущень. Ці припущення включають: Вартість ракетного палива: $168/тонна; вартість запуску: $200 000/запуск; знижка: 5 %; доставка вантажу: 450 тонн за один міжпланетний космічний корабель; повне повторне використання. Розрахунки не мають відношення до ранніх місій 2020-х років. З урахуванням цих припущень, Маск представив наступні прогнози витрат на місії:
|                                                                                         | Прискорювач | Заправник | Міжпланетний космічний корабель |
| --------------------------------------------------------------------------------------- | ----------- | --------- | ------------------------------- |
| Вартість виготовлення                                                                   | $230 млн    | $130 млн  | $200 млн                        |
| Термін служби                                                                           | 1,000       | 100       | 12                              |
| Запусків за одну подорож до Марса                                                       | 6           | 5         | 1                               |
| Середня вартість обслуговування та використання                                         | $0,2 млн    | $0,5 млн  | $10 млн                         |
| Загальна вартість одного польоту на Марс (Амортизація, паливо, технічне обслуговування) | $11 млн     | $8 млн    | $43 млн                         |

Результат: загальна вартість однієї подорожі до Марса Міжпланетного космічного корабля: $62 млн; вартість відправлення тонни вантажу на Марс — менше ніж $140 000.

## Місії SpaceX до початку польотів МТС
SpaceX планує почати дослідження аспектів космічного польоту на Марс до завершення і першого запуску Міжпланетної транспортної системи (МТС), використовуючи ракету-носій Falcon Heavy і спеціально модифікований корабель Dragon. Вікно для запуску з'являється кожні 26 місяців. На червень 2016 року перший запуск планується 2018 року, наступні запуски відповідно до появи нового вікна. Ранні місії зберуть дані для уточнення конструкції МТС, і для визначення кращих місць для посадки на основі даних про наявність різних позаземних ресурсів, таких як вода і будівельні матеріали.
На червень 2016 року, попередні місії включають два запуски Falcon Heavy до Марса до відправки МТС у 2022 році:
- 2018: запуск модифікованого корабля Dragon 2 — Red Dragon ракетою-носієм Falcon Heavy.
- 2020: запуск щонайменше двох кораблів Red Dragon за допомогою ракет-носіїв Falcon Heavy.
- 2022: третя непілотована місія: перший запуск МТС, яка матиме на борту перше обладнання для майбутньої колонії.
- 2024: на вересень 2016 року планується перший пілотований політ МТС до Марса.